# Jos van Beek
Jos van Beek (Uden, 1945) is een Nederlands beeldend kunstenaar die actief is sinds 1973.
Sinds 1986 woont en werkt hij in de Noord-Brabantse plaats Sint Anthonis. Vanaf dat jaar legt hij zich met name toe op de schilderkunst. Zijn werk wordt gekenmerkt door een helder kleurgebruik en een optimistische uitstraling. Van Beeks thematiek richt zich op het dagelijks leven, maar zijn oeuvre bevat ook geheel abstract werk.
Op 28 augustus 2005 werd de monografie "Jos van Beek" (met als ondertitel "Generositeit in verf") gepresenteerd in het gemeentehuis van Sint Anthonis. Deze monografie werd door Van Beek in eigen beheer uitgebracht.
In juli en augustus 2007 exposeerde Van Beek in de Wit-Russische stad Vitebsk naar aanleiding van de geboorte van Marc Chagall aldaar.
In augustus waren enkele werken van Van Beek te zien op twee plaatsen in de Russische stad Sint-Petersburg tijdens de negende editie van een internationale biënnale voor moderne kunst. Nederland werd hierbij tevens vertegenwoordigd door Jan Peter van Opheusden en Jean-Paul Marsman. In september en oktober waren Van Beeks schilderijen te zien in Moskou tijdens de derde biënnale voor moderne kunst in die stad.